# تپه قره‌آغاج‌یری
تپه قره آغاج یری مربوط به سده‌های اولیه دوران‌های تاریخی پس از اسلام است و در شهرستان گرمی، بخش موران، دهستان اجارود شرقی، روستای مهره واقع شده و این اثر در تاریخ ۷ اسفند ۱۳۸۶ با شمارهٔ ثبت ۲۱۲۶۳ به‌عنوان یکی از آثار ملی ایران به ثبت رسیده است.